# Frugård, Mäntsälä
Frugård (finska: Alikartano) är en herrgård i byn Numminen i Mäntsälä kommun. 
I slaget vid Kirkholm 1605 förlorade kung Karl IX sin häst men räddades genom att ryttmästaren Henrik Wrede gav honom sin häst i stället. Wrede avled men kungen skänkte till Wredes änka, Gertrud von Ungern, många gods i Östra Nyland. Bland dem fanns Nummis i Mäntsälä som ärvdes av sonen, greve Fabian Wrede. Greven sålde 1706/1708 gården till sin överinspektör över godsen i Finland, Johan Eriksson Nordberg. Den nuvarande huvudbyggnaden på Frugård uppfördes 1805 av Nordbergs sonson, översten Adolf Gustaf Nordenskiöld. Frugård ärvdes av sonen, mineralogen Nils Gustav Nordenskiöld, och efter honom av hans son, lantdagsmannen Nils Otto Nordenskiöld, som sålde gården 1912. Ny ägare blev industrimannen i Borgå August Eklöf och hans son Birger till år 1964 då finska staten köpte gården och öppnade huvudbyggnaden som museum år 1983. I museet presenteras bland annat släkten Nordenskiölds vetenskapliga prestationer och en del av rummen har inretts i 1800-talsstil. Gårdens huvudbyggnad har en  byggnadsstil som är en blandning av barock, nyklassicism, rokoko och karolinsk arkitektur.